# Grand Prix Štýrska 2021
Grand Prix Štýrska 2021 (oficiálně Formula 1 BWT Großer Preis der Steiermark 2021) se jela na okruhu Red Bull Ring ve Spielbergu v Rakousku dne 27. června 2021. Závod byl osmým v pořadí v sezóně 2021 šampionátu Formule 1.

## Kvalifikace
| Poř.                       | No. | Jezdec             | Konstruktér               | Časy v kvalifikaci | Časy v kvalifikaci | Časy v kvalifikaci | Pořadí na startu |
| Poř.                       | No. | Jezdec             | Konstruktér               | Q1                 | Q2                 | Q3                 | Pořadí na startu |
| -------------------------- | --- | ------------------ | ------------------------- | ------------------ | ------------------ | ------------------ | ---------------- |
| 1                          | 33  | Max Verstappen     | Red Bull Racing-Honda     | 1:04.489           | 1:04.433           | 1:03.841           | 1                |
| 2                          | 77  | Valtteri Bottas    | Mercedes                  | 1:04.537           | 1:04.443           | 1:04.035           | 5                |
| 3                          | 44  | Lewis Hamilton     | Mercedes                  | 1:04.672           | 1:04.512           | 1:04.067           | 2                |
| 4                          | 4   | Lando Norris       | McLaren-Mercedes          | 1:04.584           | 1:04.298           | 1:04.120           | 3                |
| 5                          | 11  | Sergio Pérez       | Red Bull Racing-Honda     | 1:04.638           | 1:04.197           | 1:04.168           | 4                |
| 6                          | 10  | Pierre Gasly       | AlphaTauri-Honda          | 1:04.765           | 1:04.429           | 1:04.236           | 6                |
| 7                          | 16  | Charles Leclerc    | Ferrari                   | 1:04.745           | 1:04.646           | 1:04.472           | 7                |
| 8                          | 22  | Júki Cunoda        | AlphaTauri-Honda          | 1:04.608           | 1:04.631           | 1:04.514           | 11               |
| 9                          | 14  | Fernando Alonso    | Alpine-Renault            | 1:04.971           | 1:04.582           | 1:04.574           | 8                |
| 10                         | 18  | Lance Stroll       | Aston Martin-Mercedes     | 1:04.821           | 1:04.663           | 1:04.708           | 9                |
| 11                         | 63  | George Russell     | Williams-Mercedes         | 1:05.033           | 1:04.671           |                    | 10               |
| 12                         | 55  | Carlos Sainz Jr.   | Ferrari                   | 1:04.859           | 1:04.800           |                    | 12               |
| 13                         | 3   | Daniel Ricciardo   | McLaren-Mercedes          | 1:05.142           | 1:04.808           |                    | 13               |
| 14                         | 5   | Sebastian Vettel   | Aston Martin-Mercedes     | 1:05.051           | 1:04.875           |                    | 14               |
| 15                         | 99  | Antonio Giovinazzi | Alfa Romeo Racing-Ferrari | 1:05.092           | 1:04.913           |                    | 15               |
| 16                         | 6   | Nicholas Latifi    | Williams-Mercedes         | 1:05.175           |                    |                    | 16               |
| 17                         | 31  | Esteban Ocon       | Alpine-Renault            | 1:05.217           |                    |                    | 17               |
| 18                         | 7   | Kimi Räikkönen     | Alfa Romeo Racing-Ferrari | 1:05.429           |                    |                    | 18               |
| 19                         | 47  | Mick Schumacher    | Haas-Ferrari              | 1:06.041           |                    |                    | 19               |
| 20                         | 9   | Nikita Mazepin     | Haas-Ferrari              | 1:06.192           |                    |                    | 20               |
| 107% času vítěze: 1:09.003 |     |                    |                           |                    |                    |                    |                  |
| Zdroj:                     |     |                    |                           |                    |                    |                    |                  |

Poznámky
1. ↑  Valtteri Bottas obdržel trest posunu o 3 místa vzad za nebezpečnou jízdu v boxové uličce ve druhém tréninku.
2. ↑  Júki Cunoda obdržel trest posunu o 3 místa vzad za blokování Valtteriho Bottase během kvalifikace.

## Závod
| Poř.                                                                | No. | Jezdec             | Konstruktér               | Počet kol | Čas/Odstoupení      | Pořadí na startu | Body |
| ------------------------------------------------------------------- | --- | ------------------ | ------------------------- | --------- | ------------------- | ---------------- | ---- |
| 1                                                                   | 33  | Max Verstappen     | Red Bull Racing-Honda     | 71        | 1:22:18.925         | 1                | 25   |
| 2                                                                   | 44  | Lewis Hamilton     | Mercedes                  | 71        | +35.743             | 2                | 19   |
| 3                                                                   | 77  | Valtteri Bottas    | Mercedes                  | 71        | +46.907             | 5                | 15   |
| 4                                                                   | 11  | Sergio Pérez       | Red Bull Racing-Honda     | 71        | +47.434             | 4                | 12   |
| 5                                                                   | 4   | Lando Norris       | McLaren-Mercedes          | 70        | +1 kolo             | 3                | 10   |
| 6                                                                   | 55  | Carlos Sainz Jr.   | Ferrari                   | 70        | +1 kolo             | 12               | 8    |
| 7                                                                   | 16  | Charles Leclerc    | Ferrari                   | 70        | +1 kolo             | 7                | 6    |
| 8                                                                   | 18  | Lance Stroll       | Aston Martin-Mercedes     | 70        | +1 kolo             | 9                | 4    |
| 9                                                                   | 14  | Fernando Alonso    | Alpine-Renault            | 70        | +1 kolo             | 8                | 2    |
| 10                                                                  | 22  | Júki Cunoda        | AlphaTauri-Honda          | 70        | +1 kolo             | 11               | 1    |
| 11                                                                  | 7   | Kimi Räikkönen     | Alfa Romeo Racing-Ferrari | 70        | +1 kolo             | 18               |      |
| 12                                                                  | 5   | Sebastian Vettel   | Aston Martin-Mercedes     | 70        | +1 kolo             | 14               |      |
| 13                                                                  | 3   | Daniel Ricciardo   | McLaren-Mercedes          | 70        | +1 kolo             | 13               |      |
| 14                                                                  | 31  | Esteban Ocon       | Alpine-Renault            | 70        | +1 kolo             | 17               |      |
| 15                                                                  | 99  | Antonio Giovinazzi | Alfa Romeo Racing-Ferrari | 70        | +1 kolo             | 15               |      |
| 16                                                                  | 47  | Mick Schumacher    | Haas-Ferrari              | 69        | +2 kola             | 19               |      |
| 17                                                                  | 6   | Nicholas Latifi    | Williams-Mercedes         | 68        | +3 kola             | 16               |      |
| 18                                                                  | 9   | Nikita Mazepin     | Haas-Ferrari              | 68        | +3 kola             | 20               |      |
| Ret                                                                 | 63  | George Russell     | Williams-Mercedes         | 36        | Motor               | 10               |      |
| Ret                                                                 | 10  | Pierre Gasly       | AlphaTauri-Honda          | 1         | Poškození po kolizi | 6                |      |
| Nejrychlejší kolo: Lewis Hamilton (Mercedes) – 1:07.058 (v kole 71) |     |                    |                           |           |                     |                  |      |
| Zdroj:                                                              |     |                    |                           |           |                     |                  |      |

Poznámky
1. ↑  Lewis Hamilton získal jeden bod za zajetí nejrychlejšího kola.

## Průběžné pořadí po závodě
Pohár jezdců
|        | Pořadí | Jezdec          | Body |
| ------ | ------ | --------------- | ---- |
|        | 1      | Max Verstappen  | 156  |
|        | 2      | Lewis Hamilton  | 138  |
|        | 3      | Sergio Pérez    | 96   |
|        | 4      | Lando Norris    | 86   |
|        | 5      | Valtteri Bottas | 74   |
| Zdroj: |        |                 |      |

Pohár konstruktérů
|        | Pořadí | Konstruktér      | Body |
| ------ | ------ | ---------------- | ---- |
|        | 1      | Red Bull-Honda   | 252  |
|        | 2      | Mercedes         | 212  |
|        | 3      | McLaren–Mercedes | 120  |
|        | 4      | Ferrari          | 108  |
|        | 5      | AlphaTauri-Honda | 46   |
| Zdroj: |        |                  |      |